# دورهام الشمالية (دائرة انتخابية في المملكة المتحدة)
دورهام الشمالية (بالإنجليزية: North Durham)‏ هي إحدى الدوائر الانتخابية في المملكة المتحدة الممثلة في مجلس العموم في برلمان المملكة المتحدة.
عضو البرلمان الذي يمثلها حالياً هو :Mr Kevan Jones (Lab).